# Nematodirus abnormalis
Nematodirus abnormalis är en rundmaskart som beskrevs av May 1920. Nematodirus abnormalis ingår i släktet Nematodirus och familjen Molineidae. Inga underarter finns listade i Catalogue of Life.